# Îles San Pedro
Les  Îles San Pedro, (en espagnol Islas de san Pedro  et en galicien Illas de San Pedro), est un archipel côtier faisant partie du territoire de la ville galicienne de La Corogne, en Espagne.

## Description
Il s'agit de 5 îlots presque plats très proches les uns des autres, séparés par un chenal de moins d'un kilomètre et à 250 m de la côte. L'ensemble des îles couvre une superficie de 15 ha hectares (la plus grande en compte 4). Sa végétation est de nature herbacée, avec 14 espèces différentes. C'est une zone de pêche traditionnelle de fruits de mer. 
Les îlots ont également leurs propres noms et sont : Vendaval ou Cetárea, do Pé, Aguión, Tres Islas et Os Fernandiños.

## Aire protégée
En 2009, l'archipel a été déclaré zone naturelle d'intérêt local à titre provisoire pour deux ans,  mais cela n'a pas été prolongé. En 2016, le conseil municipal a approuvé à l'unanimité la procédure de sa déclaration définitive et la déclaration provisoire a été approuvée par la Xunta le 16 novembre 2017. Le 7 avril 2020, la déclaration définitive a été approuvée.

### Faune
Les îles sont un refuge de reproduction pour le goéland leucophée (Larus michahellis) et l'hibernage du grand cormoran (Phalacrocorax carbo) et du cormoran huppé (Gulosus aristotelis). On y trouve aussi la bergeronnette printanière (Motacilla flava), le rougequeue noir (Phoenicurus ochruros), l'huîtrier pie (Haematopus ostralegus), le tournepierre à collier (Arenara interpres) et le chevalier guignette (Actitis hypoleucos). Seule la présence du lézard des bocages (Podarcis bocagei) a été confirmée.